# Paratemnoides redikorzevi
Paratemnoides redikorzevi är en spindeldjursart som först beskrevs av Beier 1951.  Paratemnoides redikorzevi ingår i släktet Paratemnoides och familjen Atemnidae. Inga underarter finns listade i Catalogue of Life.